# Zákon o požární ochraně
Zákon o požární ochraně je zákon, který byl vyhlášen pod č. 133/1985 Sb. a který platí na území České republiky od 1. července 1986. 

## Účel
Účelem zákona je vytvořit podmínky pro účinnou ochranu života a zdraví občanů a majetku před požáry a pro poskytování pomoci při živelních pohromách a jiných mimořádných událostech stanovením povinností ministerstev a jiných správních úřadů, právnických a fyzických osob, postavení a působnosti orgánů státní správy a samosprávy na úseku požární ochrany, jakož i postavení a povinností jednotek požární ochrany.
Každý je povinen počínat si tak, aby nezavdal příčinu ke vzniku požáru, neohrozil život a zdraví osob, zvířata a majetek; při zdolávání požárů, živelních pohrom a jiných mimořádných událostí je povinen poskytovat přiměřenou osobní pomoc, nevystaví-li tím vážnému nebezpečí nebo ohrožení sebe nebo osoby blízké anebo nebrání-li mu v tom důležitá okolnost, a potřebnou věcnou pomoc.